# فرگشت تجربی
فرگشت تجربی (به انگلیسی: Experimental evolution)، به کار بردن آزمایش‌های آزمایشگاهی یا دستکاری‌های میدانی مهارشده برای کشف پویایی فرگشتی است. فرگشت ممکن است در آزمایشگاه دیده شود، زیرا افراد/جمعیت‌ها از طریق انتخاب طبیعی با شرایط محیطی جدید سازگار می‌شوند.
دو روش مختلف وجود دارد که در آن سازگاری می‌تواند در فرگشت تجربی ایجاد شود. یکی از روش‌ها یک جاندار فردی است که یک جهش سودمند جدید به دست می‌آورد. مورد دیگر، برخاسته از تغییر فراوانی آللی در گوناگونی ژنتیکی موجود در جمعیتی از جانداران است. دیگر نیروهای فرگشتی خارج از جهش و انتخاب طبیعی نیز می‌توانند نقش داشته باشند یا در مطالعات فرگشت تجربی گنجانده شوند، مانند رانش ژنتیکی و شارش ژن.

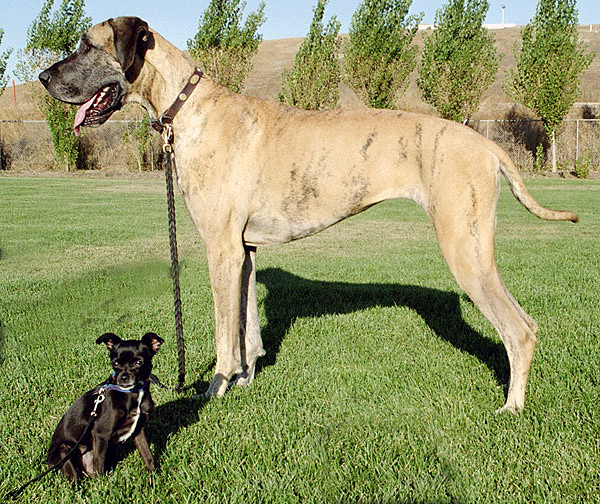
این ترکیب چیهواهوا و گریت دین طیف گسترده‌ای از اندازه‌های نژاد سگ را نشان می‌دهد که با استفاده از گزینش دستکاری‌شده ایجاد شده‌است.